# Antonis Fostieris

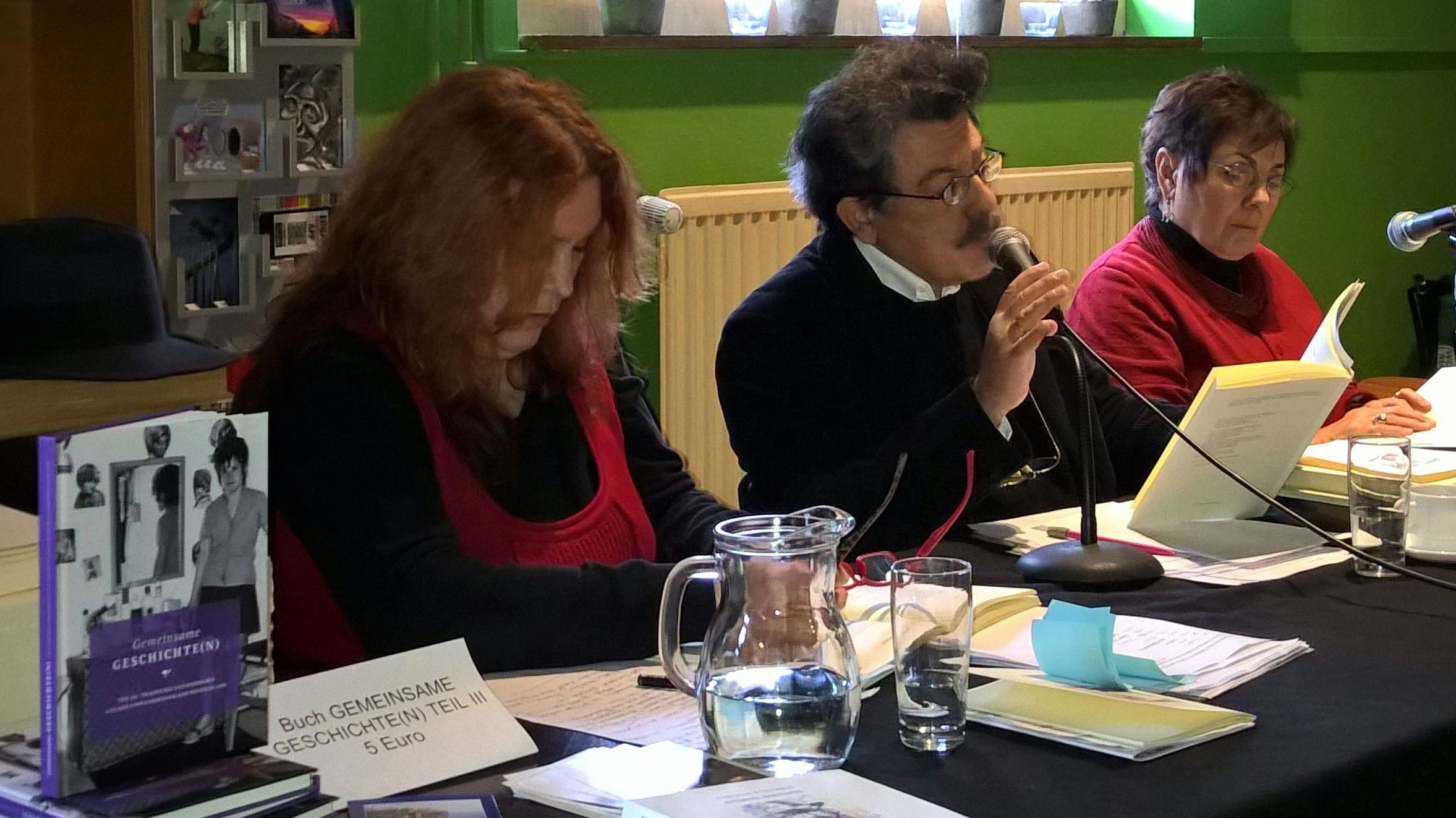
Lesung und Gespräch mit Antonis Fostieris am 22. Februar 2015 im Düsseldorfer zakk.

Antonis Fostieris (griechisch Αντώνης Φωστιέρης; * 1951 in Athen) ist ein griechischer Dichter.

## Leben
Fostieris studierte Jura in Athen und Rechtsgeschichte in Paris. Seit 1971 hat er acht Gedichtbände publiziert, viele davon sind bereits in andere Sprachen übersetzt worden. Von 1974 bis 1976 brachte er die Zeitschrift „Neue Poesie“ heraus. 1993 wurde er mit dem internationalen „Kavafis-Preis für Dichtung“, 1998 mit dem Vrettakos-Preis der Stadt Athen, 2004 mit dem Staatspreis für Dichtung und 2010 mit dem Dichterpreis der „Kostas und Eleni Ouranis-Stiftung“ der Athener Akademie für sein Gesamtwerk ausgezeichnet. In Zusammenarbeit mit Thanasis Niarchos gab er ab 1975 bis 1981 die Jahreszeitschrift Poesie heraus. Er war Initiator und Herausgeber folgender Anthologien: Zeitgenössische Liebesdichtung (1987), Griechische Dichter schreiben über das Meer (1997), sowie des Bands mit Interviews: In zweiter Person (1990). Seit 1981 ist er verantwortlich für die literarische Zeitschrift I Lexi (Das Wort).

## Werke
Veröffentlichung folgender Gedichtbände:
- Το μεγάλο ταξίδι (Die große Reise), 1971
- Ποίηση μέσα στην ποίηση (Innenräume der Dichtung), 1973
- Σκοτεινός έρωτας (Finstere Liebe), 1977
- Ο Διάβολος τραγούδησε σωστά (Der Teufel hat richtig gesungen), 1981
- Το να και το θα του θανάτου (Das Soll und das Wird des Todes), 1987
- Η σκέψη ανήκει στο πένθος (Trauer muss das Denken tragen), 1996

| Personendaten    | Personendaten                                        |
| ---------------- | ---------------------------------------------------- |
| NAME             | Fostieris, Antonis                                   |
| ALTERNATIVNAMEN  | Φωστιέρης, Αντώνης (griechisch); Phōstierēs, Antōnēs |
| KURZBESCHREIBUNG | griechischer Lyriker                                 |
| GEBURTSDATUM     | 1951                                                 |
| GEBURTSORT       | Athen, Griechenland                                  |